# Сицилийские Апеннины
Сицилийские Апеннины (итал. Appennino siculo) — горная система на Сицилии, расположена на территории провинций Мессина и Палермо.
Система отделена от Южных Апеннин Мессинским проливом и тянется вдоль Тирренского побережья острова. В Сицилийские Апеннины включают горные хребты Мадоние, Неброди и Пелоритани, расположенные между Палермо на западе и Мессинским проливом на востоке. В систему не входят вулкан Этна, а также Иблейские и Эрейские горы.
Высшая точка — гора Пиццо-Карбонара (1979 м), по абсолютной высоте уступающая лишь Этне.
Геологически Сицилийские Апеннины сложены сланцами, песчаниками, флишем, вершины — известняками.
Горы покрыты хвойными лесами (пиния, сосна алеппская, сосна приморская), но встречаются также дуб, каштан, бук. На южных склонах и на побережье встречаются средиземноморские кустарники. Сицилийские Апеннины — ареал редких видов. В горах Мадоние и Неброди сохранилась около 30 деревьев пихты сицилийской, эндемика острова. На склонах Сицилийских Апеннин находятся истоки многих рек, крупнейшие из них — Сальсо и Симето. Зимой в горах выпадает снег, но количество осадков сравнительно невелико и снежный покров малоустойчив.
На территории горной системы создано два национальных парка — Мадоние и Неброди.